# Network Effectiveness Ratio
Network Effectiveness Ratio (NER) ist ein in der ITU-T-Empfehlung E.425 definiertes Maß für die Qualität eines Telekommunikationsnetzes.
NER macht eine Aussage darüber, mit welcher Wahrscheinlichkeit ein Anrufversuch richtig am Ziel angezeigt wird. NER wird berechnet als Verhältnis der Anzahl der angezeigten Anrufversuche im Ziel geteilt durch die Anzahl der insgesamt durchgeführten Anrufversuche.
{\displaystyle NER={\frac {{\text{entgegengenommene Anrufe}}+{\text{Besetztfälle}}+{\text{Freifälle}}+{\text{vom Endgerät oder vom Teilnehmer abgewiesene Anrufe}}}{\text{Gesamtanzahl der Anrufversuche}}}\cdot 100\,\mathrm {\%} }
Üblicherweise liegt der Wert bei 99 %.
NER ist von der üblicheren Messgröße ASR (Answer Seizure Ratio) zu unterscheiden. Das ASR macht eine Aussage über die Wahrscheinlichkeit, dass ein Gespräch zustande kommt. ASR wird berechnet als Verhältnis der Anzahl der Gespräche geteilt durch die Anzahl der insgesamt durchgeführten Anrufversuche. Üblicherweise liegt der Wert bei 70 %.
Der Unterschied kommt durch das Verhalten der Angerufenen zustande. Wenn sie nicht abheben oder bereits telefonieren, ist der Anrufversuch zwar richtig am Ziel angezeigt worden, aber das Gespräch ist nicht zustande gekommen.
NER ist immer größer als ASR.